# Gunnar Carlsson
Gunnar Erik Carlsson (né le 22 août 1952 à Stockholm) est un mathématicien suédois spécialisé en topologie algébrique.

## Biographie et travaux
Carlsson étudie à l'université Harvard (licence en 1973) et obtient son doctorat en 1976 à l'université Stanford avec R. James Milgram (Operations in Connective K-Theory and Associated Cohomology Theories). À partir de 1976, il est Leonard Dickson Instructor à l'université de Chicago et à partir de 1978, d'abord professeur adjoint puis en 1981 professeur associé et enfin à partir de 1983 professeur à l'université de Californie à San Diego. De 1986 à 1991, il est professeur à l'université de Princeton et depuis 1991 à l'université de Stanford. Il est chercheur invité au MSRI de l'Berkeley en 1989 et 2006. 
Carlsson a prouvé dans les années 1980 la conjecture généralisée de Dennis Sullivan, indépendamment de Jean Lannes et Haynes Miller. En 1984, il a démontré une conjecture de Graeme Segal (conjecture de Segal ou conjecture de l'anneau de Burnside de Segal) qui relie l'anneau de Burnside d'un groupe fini à la cohomotopie stable de son espace de classification. Il a également travaillé en  K-théorie algébrique et a réalisé des travaux topologiques sur des variétés de données de grande dimension, par exemple en reconnaissance des formes, ainsi qu'en didactique des mathématiques. 
De 1983 à 1987, il a été boursier de recherche Sloan. De 1988 à 1998, il a été corédacteur en chef de la Mathematische Zeitschrift. Il est membre de l'American Mathematical Society. 
En 1986, il a été conférencier invité au Congrès international des mathématiciens de Berkeley (Segal's Burnside ring conjecture and related problems in topology).

## Publications
- avec Ralph L. Cohen : The What, Where and Why of Mathematics. A Handbook for Teachers. 1991.
- avec Ralph L. Cohen : Topics in Algebra. 1999.
- avec Carne Barnett-Clarke, Debra Coggins, Bill Honig, Drew Kraven: A mathematics source book for elementary and middle school teachers. Key concepts, teaching concepts and learning pitfalls. Bay Area Mathematics Task Force Report.
- « Equivariant stable homotopy and Sullivan´s conjecture », Inventiones Mathematicae, Volume 103, 1991, pp. 497-525
- « Equivariant stable homotopy and Segal's Burnside ring conjecture », Annals of Mathematics, Volume 120, 1984, pp. 189-224.